# Правни факултет Универзитета у Београду
Правни факултет је високошколска установа Универзитета у Београду. Основан је 1808. године и један је од највећих правних факултета у региону, са дугом традицијом водеће институције правничког образовања у Србији.
Окупљао је научнике и предаваче који су образовали око 50.000 дипломираних правника, око 1.200 магистара и 830 доктора наука, као и више стотина специјалиста за разне области. Многи некадашњи студенти Правног факултета су постали признати стручњаци и научници у свим областима права, професори других правних факултета, као и носиоци високих државних функција.

## Историјат

### Почеци правничког образовања у Србији
Правни факултет једна је од најстаријих чланица Универзитета у Београду. Баштини традицију Велике школе, основане 1808. године, на којој је школовање трајало три године, а завршна година је обухватала искључиво правне предмете (државно право, кривично право и међународно право).
У наставку образовања правника, Лицеум Књажества сербског је 1841. године добио и правно одељење, поред већ постојећег филозофског одељења. Настава је трајала две године (за филозофију) и додатне три године за право. Исте године, Лицеум је премештен у Београд. Први професори правног одељења били су Јован Стерија Поповић (предавао Увод у право и Судски поступак), Игњат Станимировић и Рајић. Касније је већина професора била школована у иностранству.
Посебне студије права започињу 1853. године. Тадашња зграда факултета је била у Конаку кнегиње Љубице. Лицеј 1863. постаје Велика школа, од које је касније настао и Универзитет. Просторије су се налазиле у Капетан Мишином здању, а студије су трајале четири године.

### Настанак Правног факултета
Године 1905. се доноси Закон о Универзитету и Велика школа званично мења свој статус у Универзитет. Због све већих потреба, факултет се сели у здање у којем је данас Филолошки факултет, а библиотека у зграду на Обилићевом венцу.
На Правном факултету Универзитета у Београду докторске дисертације се бране од 1907. године и до 1941. је одбрањено 98 докторских дисертација.

### Међуратни период
Након оснивања Краљевине СХС правна наука је највише пажње посвећивала изради закона и научној обради питања која су се појављивала у процесу кодификације. Најзначајнији актери кодификовања грађанског права били су Живојин Перић, Драгољуб Аранђеловић, Михаило Константиновић, Иван Мауровић, Младен Пливерић, Бертолд Ајзнер, Срећко Цуља и други.  У изради закона из кривичног права и кривичног судског поступка учествовали су Тома Живановић, Станко Франк, Божидар В. Марковић, Никола Огорелица, Метод Доленц и други.
Готово четвртина професора у међуратном периоду, били су припадници руске емиграције: Теодор Васиљевич Тарановски, Александар Васиљевич Соловјев, Евгениј Васиљевич Спекторски, Сергије Николајевич Трегубов, Константин Михајлович Смирнов, Михаило Павлович Чубински, Петар Берингардович Струве, Сергије Викторович Троицки, Никола Николајевич Алексејев, Никола Васиљевич Крајински, Григорије Васиљевич Демченко, Александар Николајевич Челницев
Значајно место у историји југословенске и српске правне науке заузимају конгреси југословенских правника на којима су изношена и обрађивана нека од најважнијих питања, као што су: судијска независност, положај судија у друштву, питање примене закона итд. Основана су и удружења за поједине гране права: међународно право, поморско право.
У нову заграду факултет се усељава 1937. године. Нова зграда у ул. Краља Александра, на Тркалишту, изграђена је од 1937. (освећење темеља 7. јула, у присуству шефа владе Стојадиновића) до јесени 1940, када је и усељена. Пре Другог светског рата на факултету је било око 4.000 студената и мноштво професора од којих је већина била школована у иностранству. У то време су предавали Тома Живановић, Слободан Јовановић, Ђорђе Тасић, Михаило Илић и други. У време рата факултет није радио, а у згради се налазила немачка команда. Више професора је отерано на робију у Бањички логор, а два, Михаило Илић и Ђорђе Тасић су стрељани 1944. године.

### Послератни период
Одмах након ослобођења Београда 1944. године, припадници ОЗНЕ су ухапсили професора Илију Пржића, под оптужбом да је ратни злочинац пошто је радио на факултету у време окупације. Његово име је објављено на насловној страни листа Политика, 27. новембра 1944. године, уз саопштење Војног суда Првог корпуса Народноослободилачке војске Југославије о суђењу ратним злочинцима и списком са именима 105 стрељаних, који су означени као народни непријатељи.
После рата, у новој политичкој клими, рад факултета се осетно мења. У наставни програм бива унесено мноштво предмета који су били по вољи тадашњој власти. И даље, међутим, на њему раде врхунски стручњаци. Посебно истакнути међу њима су: Михаило Константиновић (познат по Закону о облигационим односима), Милан Бартош, Борислав Благојевић, Михаило Ђурић, Радомир Лукић, Мехмед Беговић, Јован Ловчевић, Драгомир Стојчевић и Алберт Вајс.
Године 1971. са факултета је протеран један број наставника који су, дискутујући о уставним амандманима 1971. године критиковали разбијање Југославије и посебно тежак положај који се тиме намеће српском народу. Међу њима је најистакнутији професор Михаило Ђурић који је осуђен на две године затвора. Међу отеранима су били и професор Андрија Гамс, доцент Александар Стојановић и асистенти Војислав Коштуница и Коста Чавошки.
Деведесетих, када је декан био Мирослав Петровић, почињу лагане промене на факултету, на коме се постепено модернизује и настава и администрација. Крајем деведесетих, међутим, са факултета одлази већи број наставника незадовољних Законом о универзитету која је тадашња власт Слободана Милошевића донела како би повећала контролу над Универзитетом. Тада је за декана био постављен Оливер Антић. Деканат Антића обележавају бројне афере везане за избацивање и сукоб са појединим професорима факултета (Владимир Водинелић, Весна Ракић-Водинелић, Драгор Хибер, Драгољуб Поповић, Мирјана Стефановски и др) због њихове политичке неподобности.
Последњих година Факултет се укључује у Болоњски процес и темељно мења наставни план и програм, а сарађује и са светски признатим професором Аланом Вотсоном, почасним доктором Универзитета у Београду, у чију је част Правни факултет основао Фондацију Алан Вотсон, а чији је председник професор Сима Аврамовић. За љубитеље римског права и антике од 1970. године постоји и факултетски клуб Форум Романум.
На месту секретара Правног факултета од јула 1985. године до 1. октобра 2018. године, дуже од 33 године, налазио се Миљко Ваљаревић.
Факултет издаје стручни часопис Анали Правног факултета у Београду.
Сви правни факултети који су касније настајали у Србији (Суботица, Нови Сад, Приштина, Ниш, Крагујевац) и Црној Гори (Подгорица), па и у другим деловима бивше Југославије (Сарајево, Скопље), формирани су из језгра које је чинио Правни факултет у Београду. На правним факултетима у свим земљама бивше Југославије налази се велики број наставника који су своја академска звања, магистарске и докторске титуле, стекли на Правном факултету Универзитета у Београду.

## Зграда факултета
Зграда у коме се данас налази факултет грађена је од 1937. до 1940. године. Налази се на углу Булевара краља Александра и Београдске улице.
Пројекат је израдио архитекта Петар Бајаловић. У њој се налази више учионица и амфитеатара од којих је највећи и најпознатији амфитеатар V (тзв. „петица") који од 2006. године носи име амфитеатар Радомир Лукић. Библиотека факултета, која садржи значајан фонд књига и преко 500.000 библиотечких јединица, је такође смештена у згради. 1995. је завршен анекс факултета.
На Крстовдан, Крсну славу факултета, 27. септембра 2011. године Патријарх српски Иринеј и декан Правног факултета Универзитета у Београду Мирко Васиљевић отворили су Музеј Правног факултета Универзитета у Београду.

## Старешине и декани
Међу деканима и професорима Правног факултета у Београду, били су и некадашњи ректори Велике школе, односно касније ректори Универзитета у Београду: Сергије Николић (1865−1866), Григорије Гершић (1898−1899), Слободан Јовановић (1913−1914, 1920−1921), Чедомиљ Митровић (1927−1930), Драгослав Јовановић (1936−1939), Борислав Благојевић (1955−1963), Мирослав Печујлић (1977−1981) и Дејан Поповић (2004−2006).
Једина жена декан Правног факултета је била Љубица Кандић, од 1987. до 1989. године.
1. Стојан Марковић (1888−1893)
2. Гргур Миловановић (1893−1894)
3. Григорије Гершић (1894−1896)
4. Драгутин Мијушковић (1896−1899)
5. Александар Борисављевић (1899−1903)
6. Слободан Јовановић (1903−1905)
7. Милић Радовановић (1905−1908)
8. Живојин Перић (1908−1909)
9. Слободан Јовановић (1909−1912)
10. Живојин Перић (1912−1919)
11. Божидар Марковић (1919−1920)
12. Чедомиљ Митровић (1920−1921)
13. Драгољуб Аранђеловић (1921−1923)
14. Чедомиљ Митровић (1923−1926)
15. Тома Живановић (1926−1929)
16. Милета Новаковић (1929−1932)
17. Живан Спасојевић (1932−1935)
18. Велизар Митровић (1935−1938)
19. Ђорђе Тасић (1938−1941)
20. Јован Ђорђевић (1945−1946)
21. Миодраг Аћимовић (1946−1947)
22. Михаило Константиновић (1947−1948)
23. Никола Стјепановић (1948−1950)
24. Борислав Благојевић (1950−1951)
25. Михаило Константиновић (1951−1953)
26. Јован Ловчевић (1953−1954)
27. Мехмед Беговић (1954−1955)
28. Милан Жујовић (1955−1956)
29. Милош Радојковић (1956−1958)
30. Радомир Лукић (1958−1959)
31. Михаило Константиновић (1959−1960)
32. Јован Ђорђевић (1960−1962)
33. Драгослав Јанковић (1962−1964)
34. Михајло Јездић (1964−1967)
35. Павле Димитријевић (1967−1969)
36. Милан Милутиновић (1969−1971)
37. Никола Стјепановић (1971−1973)
38. Милан Деспотовић (1973−1975)
39. Драгомир Стојчевић (1975−1977)
40. Павле Ристић (1977−1979)
41. Мирослав Ђорђевић (1979−1981)
42. Мирко Мирковић (1981−1983)
43. Владимир Јовановић (1983−1985)
44. Живомир Ђорђевић (1985−1987)
45. Љубица Кандић (1987−1989)
46. Мирослав Петровић (1989−1991)
47. Обрад Станојевић (1991−1993)
48. Мирослав Петровић (1993−1995)
49. Дејан Поповић (1995−1997, 1997−1998)
50. Оливер Антић (1998−2000)
51. Драгутин Шошкић (2000−2001)
52. Владимир Милић (2001−2002, 2002−2004)
53. Мирко Васиљевић (2004−2006, 2006−2009, 2009−2012)
54. Сима Аврамовић (2012−2015, 2015−2018)
55. Зоран Мирковић (2018−)

## Академици
Међу професорима Правног факултета у Београду, јавило се много чланова домаћих и иностраних академија наука.

### Српска академија наука и уметности (Српска краљевска академија)
- Милан Бартош, редовни члан од 1961. године, секретар САНУ (1961—1965), потпредседник САНУ (1965—1971) и члан Председништва САНУ (1972—1974)
- Данило Баста, редовни члан од 2012. године
- Мехмед Беговић, редовни члан од 1965. године, члан Председништва САНУ (1974—1981), председник Научног већа Балканолошког института САНУ и председник Научног већа Етнографског института САНУ
- Јован Ђорђевић, редовни члан од 1961. године, члан Председништва САНУ (1966—1969)
- Михаило Ђурић, редовни члан од 2000. године, секретар Одељења друштвених наука (2003—2011)
- Тома Живановић, прави члан Академије друштвених наука од 1926. године, секретар Академије друштвених наука Српске краљевске академије (1937—1940, 1941-1942, 1944-1945), редовни члан Одељења друштвених наука САНУ (1948—1971)
- Слободан Јовановић, прави члан Академије друштвених наука СКА од 1908. године, председник Српске краљевске академије (1928—1931), редовни члан САНУ од 1948. године
- Радомир Лукић, редовни члан од 1970. године, секретар САНУ (1971—1974), потпредседник САНУ (1974—1977), секретар Одељења друштвених наука (1981—1982)
- Иван Максимовић, редовни члан од 1985. године, секретар Одељења друштвених наука (1989—1993)
- Живојин Перић, дописни члан од 1948. године
- Коста Чавошки, редовни члан од 2015. године, секретар Одељења друштвених наука

### Академија наука и умјетности Републике Српске
Професор Мирко Васиљевић, некадашњи декан Правног факултета Универзитета у Београду, инострани је члан Академије наука и умјетности Републике Српске од 2008. године. Такође, професор Слободан Перовић је био члан АНУРС.

### Остале академије
Професор Слободан Перовић је био члан Словенске академије наука и умјетности, Црногорске академије наука и умјетности и члан Академије наука и умјетности Републике Српске.
Поред Перића, професори Влајко Брајић и Милан Милутиновић су били чланови Црногорске академије наука и умјетности.
Професор Драгослав Јанковић је био члан Југословенске академије наука и умјетности.

## Познати професори и сарадници
- др Смиља Аврамов, редовни професор Међународног јавног права (1949—1985)
- др Оливер Антић, амбасадор Србије у Португалији; декан Правног факултета у Београду (1998—2000), редовни професор Наследног права (1978—2015)
- др Гашо Кнежевић, министар просвете у Влади Републике Србије (2001-2004); редовни професор Међународног приватног права (1980—2014)
- др Војислав Коштуница, председник Савезне Републике Југославије (2000-2003) и председник Владе Србије (2004-2007, 2007-2008), асистент на предмету Увод у право
- др Ратко Марковић, потпредседник Владе Републике Србије (1994-2000), професор Уставног права (1985—2012)
- др Мирољуб Лабус, потпредседник Владе Савезне Републике Југославије (2000-2003), потпредседник Владе Републике Србије (2004-2006),професор на предмету Основи економије
- Горан Свилановић, министра иностраних послова СР Југославије (2000-2004) и министра за иностране послове Државне заједнице Србије и Црне Горе (2003-2004), асистент-приправник на предмету Грађанско процесно право (1989—1998)
- Никола Селаковић, министар правде у Влади Републике Србије (2012-2016), генерални секретар председника Републике Србије, асистент на предметима Српска правна историја и Упоредна правна традиција
- др Коста Чавошки, редовни члан Српске академије наука и уметности, редовни професор Увода у праву (1970 – 1976 и 1991 - 2009)
- др Војислав Шешељ, председник Српске радикалне странке, професор Политичких система (2000—2001)

## Алумни
- др Војислав Коштуница, председник СР Југославије (2000-2003) и председник Владе Републике Србије (2004-2008)
- др Владан Батић, министар правде у Влади Републике Србије (2001-2003) и председник Демохришћанске странке Србије
- Филип Вујановић, предсједник Владе Црне Горе (1998-2003) и председник Црне Горе (2003-2018)
- Владан Вукосављевић, министар културе и информисања у Влади Републике Србије (2016-2020)
- Александар Вучић, министар одбране (2012-2013) председник Владе Републике Србије (2014-2017), председник Републике Србије (2017-), председник Српске напредне странке
- Вук Драшковић, министар спољних послова у Влади Републике Србије (2004-2007), председник Српског покрета обнове
- Даница Драшковић, члан Управног одбора Нафтне индустрије Србије, истакнути функционер Српског покрета обнове и супруга Вука Драшковића
- Киро Глигоров, председник Савезне скупштине СФРЈ (1974-1978), први председник Републике Македоније (1991-1999)
- Ранко Кривокапић, предсједник Скупштине Црне Горе (2003-2016), бивши предсједник Социјалдемократске партије Црне Горе
- Владимир Лепосавић, министар правде, мањинских и људских права у Влади Здравка Кривокапића
- Слободан Милошевић, председник Републике Србије (1989-1997) и председник СР Југославије (1997-2000)
- др Дејан Мировић, ванредни професор Правног факултета Универзитета у Приштини, народни посланик у Народној скупштини Републике Србије (2007-2012)
- Томислав Момировић, министар грађевинарства, саобраћаја и инфраструктуре Републике Србије (2020-)
- Ђурђе Нинковић, адвокат, један од обновитеља Демократске странке, заменик министра правде (2001)
- Маја Поповић, министарка правде Републике Србије (2020-)
- Милан Ст. Протић, председник Скупштине града Београда (2000-2001), амбасадор СР Југославије у САД (2001) и амбасадор Србије у Швајцарској и Лихтенштајну (2009)
- Иван Стамболић, председник Председништва СР Србије (1986-1987), председник Централног комитета Савеза комуниста Србије (1984-1986)
- Тома Фила, адвокат, народни посланик у Народној скупштини Републике Србије (2020-), члан Председништва Социјалистичке партије Србије и члан Епархијског савета Архиепископије београдско-карловачке
- Филота Фила, адвокат